# Cernobbio
Cernobbio (lombardul: Cernobi) település Olaszországban, Lombardia régióban, Como megyében. Lakosainak száma 6356 fő (2023. január 1.). Cernobbio Blevio, Como, Maslianico, Moltrasio, Breggia, Ticino kanton és Vacallo községekkel határos.

## Népesség
A település lakossága az elmúlt években az alábbi módon változott:
| Lakosok száma | 6771 | 6718 | 6356 |
|               | 2017 | 2018 | 2023 |